# 安田正昭
安田 正昭（やすだ まさあき, 1967年 - ）現在、日本在住のピアニスト。銀河企画所属。
東京生まれ。5歳の頃からピアノの勉強を始める。

## 経歴
- 1983年、東京藝術大学音楽学部附属音楽高等学校に入学。
- 1984年、同高校在学中（16歳）第30回マリア・カナルス・バルセロナ国際音楽演奏コンクール・ピアノジュニア部門に優勝する。
- 1986年、東京藝術大学に入学、同年マントヴァフェスティバルに招かれ、リナルド・ロッシ賞を受賞。
- 1988年、パリに留学。パリ・エコールノルマルでディプロマ取得後、パリ国立高等音楽院ピアノ科入学。ピアノ。伴奏、室内楽の各科をプルミエ・プリを得て卒業。
- 1989年、第1回パリ・スタインウェイ・ピアノコンクール優勝。
- 1990年、フランス国際コンクール、ピアノ部門優勝。モーツァルト特別賞、メシアン特別賞を受賞。
- 1992年、第6回マルサラ国際ピアノコンクール第5位入賞。
- 1995年、第24回セニガリア国際ピアノコンクール第4位入賞。
- 1996年、第10回J.S.バッハ国際コンクール（ライプツィヒ）ファイナリスト。
- 2003年より東京藝術大学音楽学部付属音楽高等学校非常勤講師。

## 関連人物
- 能勢海太　日本のバンドKAITAのボーカル。従兄弟にあたる。